# Ingeborg Strobl
Ingeborg Strobl (geb. 3. Juni 1949 in Schladming, Steiermark; gest. 9. April 2017 in Wien) war eine österreichische bildende Künstlerin. Sie arbeitete konzeptionell mit den Medien Grafik, Fotografie, Aquarell und Skulptur. Ihr Werk umfasst neben Collagen, Objektkunst und Installationen auch Kunst im öffentlichen Raum. Sie lebte und arbeitete ab 1967 in Wien.

## Leben
Ingeborg Strobl wuchs als Tochter eines Lehrers mit zwei Geschwistern in Schladming auf. In ihrer Kindheit waren die Natur und das bäuerliche Leben bei ihrer Tante in einem südburgenländischen Dorf an der ungarischen Grenze für sie prägend.
Mit 18 Jahren zog sie nach Wien und studierte an der Universität für angewandte Kunst mit Schwerpunkt Grafik. Während ihres Studiums begann sie zu fotografieren. Von 1972 bis 1974 besuchte sie das Royal College of Art in London, an dem sie den Master of Arts im Fach Keramik erwarb. In den 1970er Jahren arbeitete sie vor allem als Keramikerin und Grafikerin. Ihre plastischen Arbeiten nannte sie „Anti-Design“. 1987 begründete sie mit ONA B., Evelyne Egerer und Birgit Jürgenssen die feministische Künstlerinnengruppe Die Damen.
Von 1999 bis 2001 unterrichtete Strobl an der Universität für angewandte Kunst als Gastprofessorin Kunsterzieher in Gestaltungslehre.
Strobl lebte in einer kleinen Wohnung im 7. Wiener Gemeindebezirk und war bis zu ihrem Tod als freie Künstlerin tätig. Ihren künstlerischen Nachlass vermachte sie als Schenkung dem Mumok in Wien. Das Museum widmete ihrem Lebenswerk postum eine Retrospektive.

## Werk

### Collagen, Objektkunst
Ingeborg Strobl sammelte Alltagsdinge und Fundstücke, arrangierte sie mit ihren Fotografien, Aquarellen, Texten und Drucksachen zu Collagen oder mit Skulpturen zu Rauminstallationen. Aus scheinbaren Nebensächlichkeiten, Randerscheinungen der Zivilisation, schuf sie poetische Miniaturen. Sie thematisierte und persiflierte mit ihren Werken Begriffe wie Gesellschaft, Konsum, Sehnsucht, Schmerz und erkundete das Verhältnis zwischen der Natur einerseits und dem Menschen und seinen Dingen andererseits, was sie selbst einmal „Clash der Kulturen“ nannte. In ihrer Ausstellung Liebes Wien, Deine Ingeborg Strobl im Wien Museum 2015 ordnete sie Fotografien und Erinnerungsstücke aus dem alltäglichen Leben zu einem Streifzug durch ihr persönliches Wien an.

### Kunst im öffentlichen Raum
Mahnmal für verlorengegangene Artenvielfalt

1997 schuf Ingeborg Strobl in der Kulturlandschaft Paasdorf in Niederösterreich eine zwei Meter hohe Stele aus glatt poliertem Donausandstein, in den sie in goldenen Buchstaben die Namen von 14 verschiedenen Rinderarten einmeißelte, die um 1880 in der Region beheimatet waren, und die Namen der 1997 verbliebenen drei Rinderrassen. Das Mahnmal entstand noch vor der medialen Debatte über die Rinderhaltung.
ein Garten (zum Beispiel)

Im Jahr 2008 realisierte sie ein permanentes Kunst-am-Bau-Projekt in der Novaragasse in Wien-Leopoldstadt, die früher Gartengasse (1797–1812) und Gärtnergasse (bis 1862) hieß. Sie gestaltete die Fassade mit großflächigen Emailplatten, auf denen Pflanzen abgebildet sind, die in Wien gedeihen würden. Stilistisch nahm sie dabei Bezug auf Holzschnitte aus dem 19. Jahrhundert, die an die Novara-Expedition erinnern.
Glasfassade UnterWasserReich Ramsar

Das UnterWasserReich Ramsar in Schrems ist ein Besucher- und Forschungszentrum für Hochmoore des Waldviertels. Ingeborg Strobl gewann 2004 den baukünstlerischen Wettbewerb zur Gestaltung der Glasfassade. Sie brachte schwarze Zeichnungen von Teichfrosch, Zauneidechse und Kreuzotter per Siebdruck auf der gläsernen Außenhaut über einem Hintergrundornament von weißen Amphibien-Skeletten an. Die Fassadengestaltung sorgt gleichzeitig für Sonnenschutz.

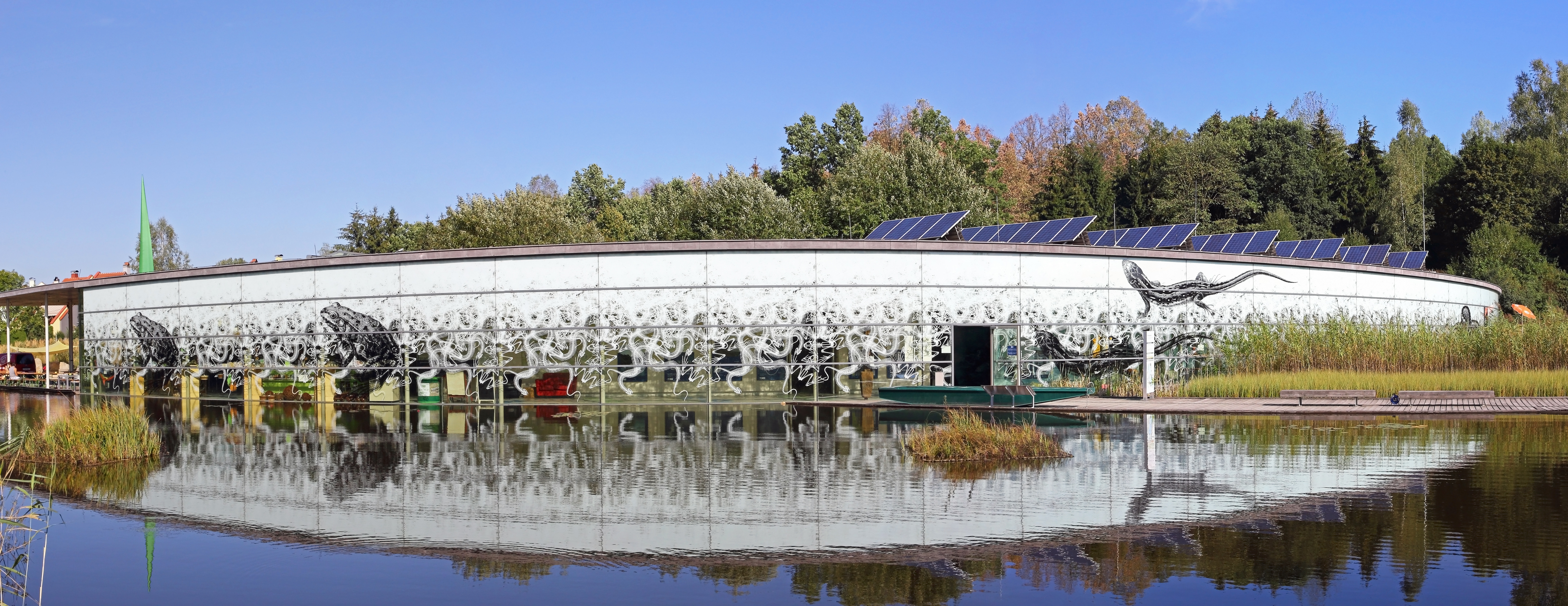
UnterWasserReich Ramsar, Gesamtansicht der Glasfassade
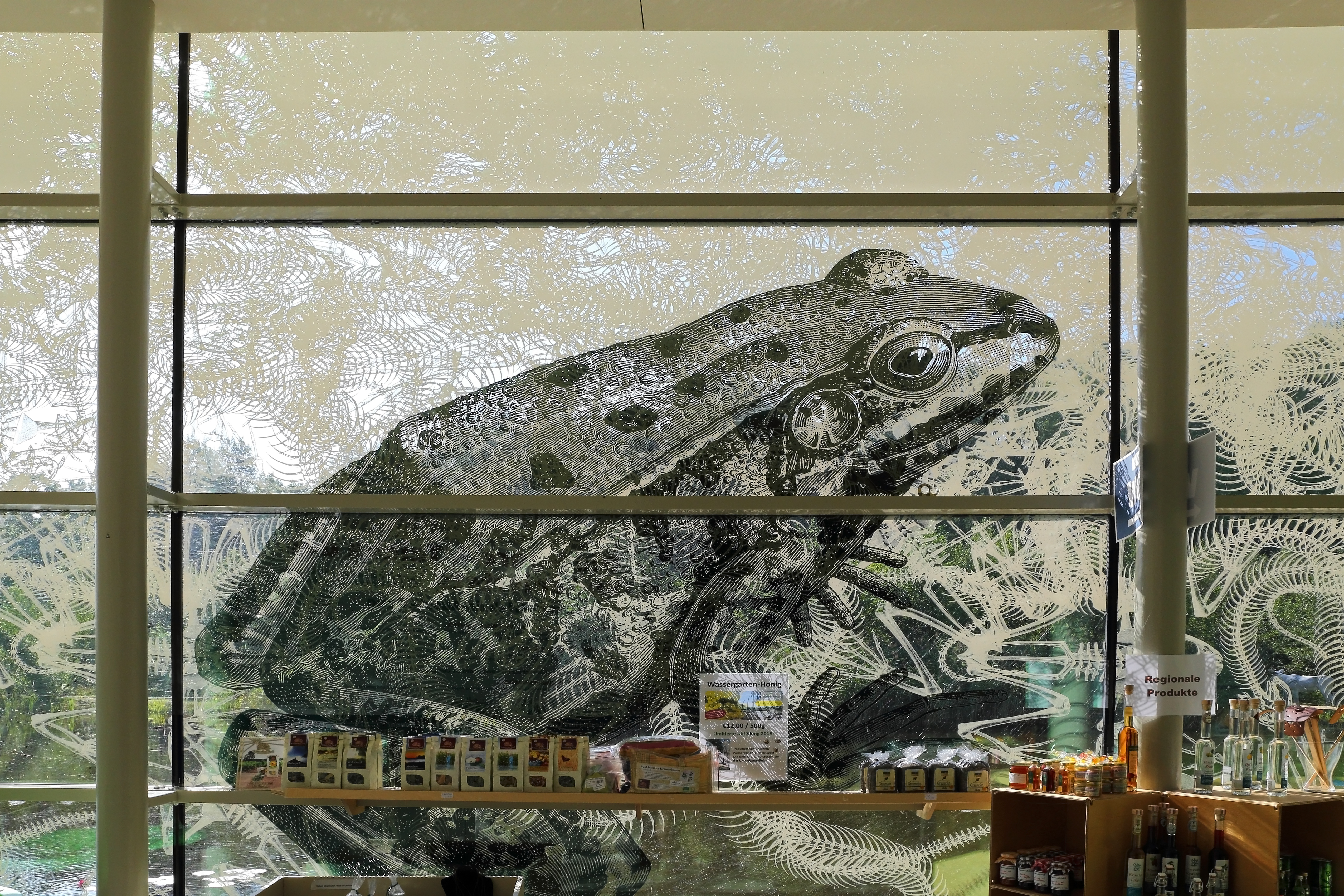
Teichfrosch, Glasfassade innen
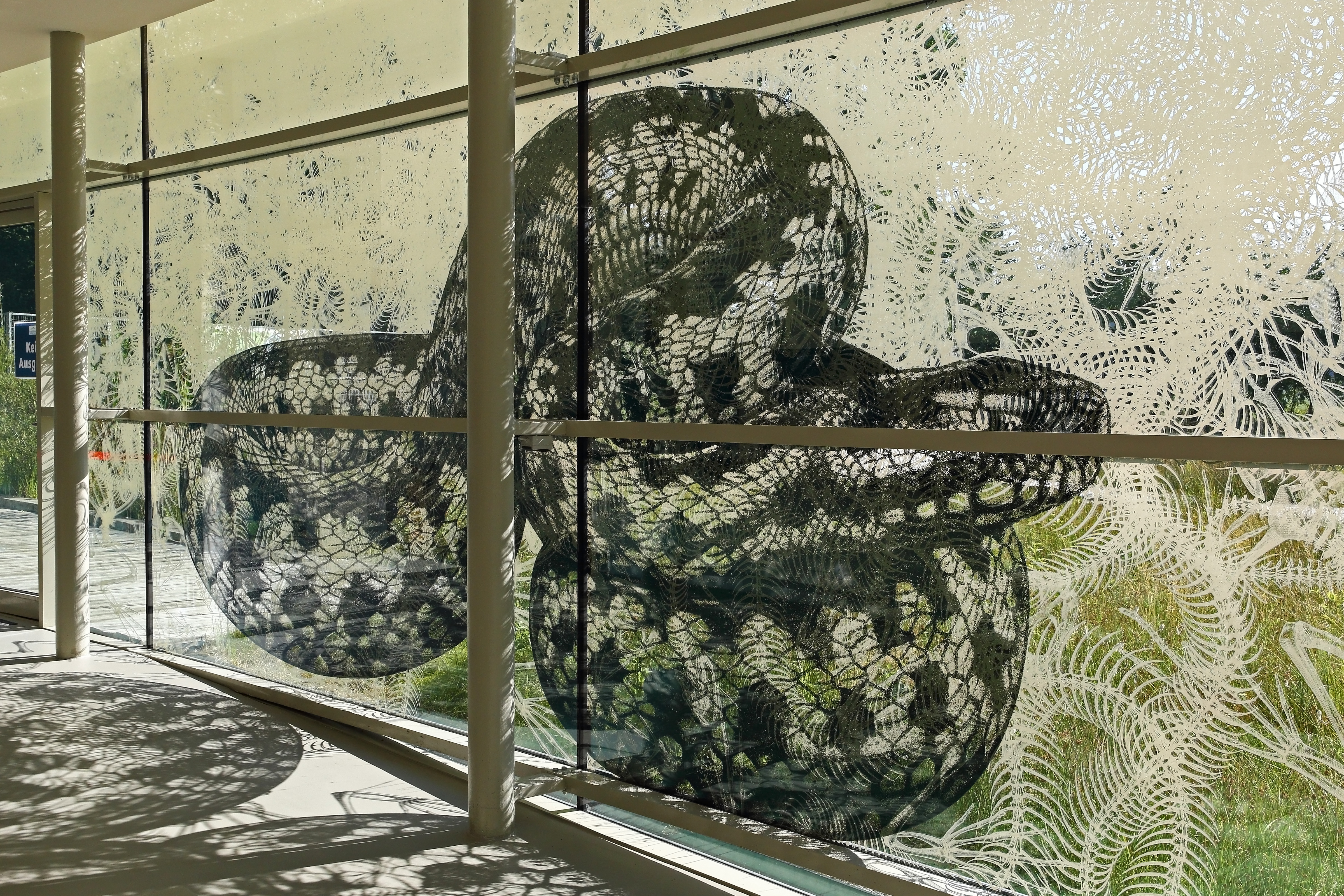
Kreuzotter, Glasfassade innen

## Rezeption
Wolfgang Kos beschrieb Ingeborg Strobl als ernste und politisch denkende Künstlerin. Sie neige zu großen Zusammenhängen mit ökologischem und zivilisationskritischem Impetus, ohne zu romantisieren. In ihren Fotografien, die Komponenten ihrer Bildarrangements sind, gelte ihr Blick dem Detail, dem Unbeachteten, Ramponierten. Sie hebe gleichsam die Dinge vom Boden auf. Andrea Schurian charakterisierte Strobl als eine „Verweigerin von Produktzwang und Konsumdiktat“. Strobl misstraue dem Kunstmarkt, dem sie „keine vermarktbare Handelsware“ geliefert habe. Ihre Methode „war die Langsamkeit, die genaue Beobachtung“, schrieb Roman Gerold in seinem Nachruf in Der Standard. Von dem aufmerksamen Blick habe sie sich auch nicht durch die digitalen Medien ablenken lassen wollen. Anlässlich der Retrospektive im Museum Moderner Kunst Stiftung Ludwig Wien 2020, die Strobl mit dem Kurator des Museums, Rainer Fuchs, noch selbst konzipiert hatte, sah Katharina Rustler Strobl als eine Kritikerin, „die zeitlebens der Gesellschaft einen Spiegel vorhielt“. Sie habe den Konsumwahn angeklagt, „den neokapitalistischen Umgang mit Tieren, die Verschwendung natürlicher Ressourcen sowie den kommerziellen Kunstbetrieb“. Ein zentrales Motiv ihres Œuvre sei die Darstellung von Tieren mit der Botschaft, dass sich das Verhalten der Menschen darin widergespiegele.
Ingeborg Strobl wurde postum in das britische Museum Hundred Heroines aufgenommen, das Frauen in der Fotografie gewidmet ist.

## Ausstellungen
Einzelausstellungen (Auswahl)
- 1974: Anti-Design, Neue Galerie Graz
- 1985: Ingeborg Strobl, Neue Galerie Graz
- 1989: Nichts Neues, Kunsthalle St. Gallen[16]
- 1992: Das Tier, Ausstellungshaus der Wiener Secession
- 1999: Einige Gegenstände. Und Sonnenuntergang, Installation über zwei Stockwerke im Kunsthaus Bregenz
- 2013: Werkschau XVIII – Ingeborg Strobl, Fotogalerie Wien
- 2015: Liebes Wien, Deine Ingeborg Strobl, Wien Museum Karlsplatz[17]
- 2016: Ingeborg Strobl, Werkschau im Lentos Kunstmuseum Linz[18]
- 2020: Gelebt - Ingeborg Strobl, Retrospektive im Museum Moderner Kunst Stiftung Ludwig Wien[19][20]

Dauerausstellung
Seit 2017 ist im Lentos Kunstmuseum Linz eine Vitrine mit Collagen und Objekten von Strobl in der Dauerausstellung Die Sammlung. Klassiker, Entdeckungen und neue Positionen eingerichtet.
Beteiligungen
Ihre Arbeiten wurden in Gruppenausstellungen u. a. im Museum des 20. Jahrhunderts Wien, Museum der Moderne Salzburg, in der Pinakothek in Ravenna, im Kunstnernes Hus in Oslo, in der Randolph Street Gallery in Chicago und der Städtischen Galerie Karlsruhe ausgestellt.

## Preise
- 1993: Preis der Stadt Wien für Bildende Kunst in der Kategorie Grafik und Malerei[4]
- 2000: Würdigungspreis des Landes Steiermark für bildende Kunst[4]
- 2008: Würdigungspreis für künstlerische Fotografie des Bundesministerium für Unterricht, Kunst und Kultur[23]

## Veröffentlichungen
Künstlerbücher
- Ich esse Fleisch, Folio Verlag, Wien/Bozen 1996, ISBN 3-85256-036-5

Begleitbände zu Ausstellungen
- Das Tier, Wiener Secession, Wien 1992, ISBN 3-900803-53-6
- Liebes Wien, Deine Ingeborg Strobl, Text: Wolfgang Kos und Ingeborg Strobl, Verlag für moderne Kunst, Wien 2015, ISBN 978-3-903004-14-6 (84 Seiten; Voransicht digitalisiert)
- Ingeborg Strobl, Text: Stella Rollig und Ingeborg Strobl, hrsg. Lentos Kunstmuseum Linz, Verlag für Moderne Kunst, Wien 2016, ISBN 978-3-903131-24-8 (144 Seiten, Deutsch/Englisch)
- Gelebt - Ingeborg Strobl, herausgegeben von Rainer Fuchs (Museum Moderner Kunst Stiftung Ludwig Wien), Verlag der Buchhandlung Walther König, Köln 2020, ISBN 978-3-96098-808-3 (240 Seiten).